# Franz-Eher-Verlag
Der Franz-Eher-Verlag (Franz Eher Nachfolger GmbH) war der Zentralverlag der NSDAP. Die Partei erwarb ihn am 17. Dezember 1920 für 115.000 Mark. Zum Verlag gehörte eine Buchhandlung, die ebenso übernommen wurde. Max Amann übernahm die Leitung ab 4. April 1922. Alleiniger Gesellschafter des Eher-Verlages war zeitweise der Nationalsozialistische Deutsche Arbeiterverein e. V. (kurz NSDAV), die frühe Trägerorganisation der NSDAP, deren Vorstand  Adolf Hitler war. Später  ging der Verlag in die NSDAP über.  Nach dem Verbot durch die Alliierten wickelte der bayerische Staat den Verlag ab, er wurde 1952 aus dem Handelsregister gelöscht.

## Geschichte
Der Verlag wurde von Franz Eher, nachdem er ihn im März 1900 vom Druckereibesitzer Johann Naderer aus München-Haidhausen erworben hatte, am 2. Dezember 1901 ins Handelsregister München eingetragen. Gegründet worden war der Verlag eigentlich unter dem Namen Münchener Beobachter am 2. Januar 1887, hatte allerdings weder publizistisch, noch wirtschaftlich Erfolg gehabt. Auch unter Ehers Leitung blieb die Auflage des Münchener Beobachter gering. Nach Ehers Tod am 22. Juni 1918 übernahm Rudolf von Sebottendorf, der Vorsitzende der rechtsextremistischen Thule-Gesellschaft, zunächst die Schriftleitung und kaufte anschließend von Ehers Witwe Friederike eine Herausgeberlizenz. Der Münchener Beobachter wurde zum Organ der völkischen Thule-Gesellschaft. Am 14. September 1918 wurde Sebottendorffs vermögende Freundin Käthe Bierbaumer als Eigentümerin des Verlags „Franz Eher Nachf.“ ins Handelsregister eingetragen. Am 30. September 1919 wurde daraus die „Franz Eher Nachfolger GmbH“. Die Rechtsform der GmbH wurde auch gewählt, um einen drohenden Konkurs abzuwenden. Beurkundet wurde die Gründung vom Notariat Konstanz II, wo Sebottendorf eine „Krisensitzung“ einberufen hatte.
Hauptgesellschafterin blieb mit einer Einlage von 46.500 Reichsmark Käthe Bierbaumer, die später auch Hitler persönlich finanziell förderte, sowie Franz Freiherr von Feilitzsch (20.000 Reichsmark). Weitere Anteile hielten Sebottendorfs Schwester Dora Kunze, der Antisemit und völkische Ideologe Gottfried Feder, Geschäftsführer Franz Xaver Eder und der Münchener Papierfabrikant Theodor Heuß. Seit Oktober 1919 druckte das „Münchner Buchgewerbehaus M. Müller & Sohn“ den inzwischen zweimal wöchentlich erscheinenden Münchener Beobachter. Im gleichen Jahr erschien erstmals eine deutschsprachige Ausgabe des Buches Die Protokolle der Weisen von Zion in einer 70 Seiten umfassenden Kurzform im Franz Eher Verlag; Übersetzer war Ludwig Müller von Hausen, der es unter dem Pseudonym Gottfried zur Beek veröffentlichte. Ende 1920 übernahm die NSDAP den Verlag und baute ihn in den kommenden Jahren zum „Parteiverlag“ aus. 

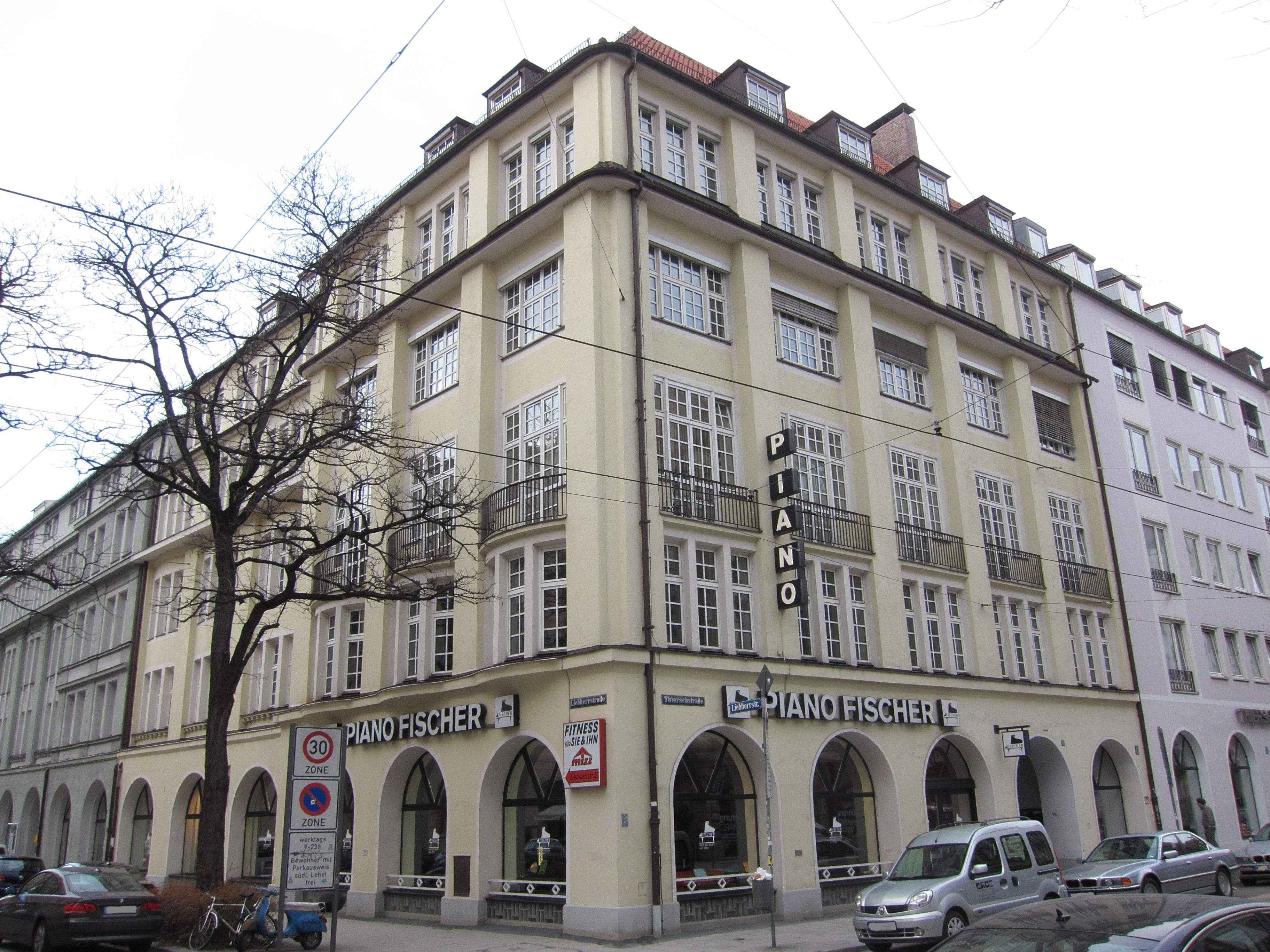
Thierschstraße 11 in München;
Foto von 2012

Hauptfirmensitz war ein dreistöckiges Gebäude in der Thierschstraße 11 in der Nähe des Münchener Isartorplatzes. Ab 1933 wurde das gesamte NSDP-Partei-Schrifttum im Eher-Verlag gedruckt und herausgegeben. Später kamen Niederlassungen in Berlin (ab 1. Januar 1933), Wien und weitere in München hinzu. Von 1933 bis 1943 war Rolf Rienhardt Verwaltungsdirektor, ihn löste Wilhelm Baur ab, der es bis Kriegsende blieb. Cheflektor war der Schriftsteller Karl Schworm. Leiter der Sortimentsbuchhandlung und weiterer Geschäftsführer war der RSK-Landesleiter Josef Berg.
Von entscheidender Bedeutung für die scheinbar unaufhörliche Expansion des Verlages, der Ende der 1930er, Anfang der 1940er Jahre als größter Pressetrust weltweit galt, war jedoch der NSDAP-Reichsleiter für die Presse, Max Amann. Er kontrollierte über den Eher-Verlag nahezu die gesamte verlegerische, das heißt ökonomische Seite der deutschen Presselandschaft. Er wurde auch Präsident der Reichspressekammer. Dies brachte ihn unweigerlich in unmittelbare Konkurrenz sowohl zu Otto Dietrich, dem Reichspressechef der NSDAP, dem die inhaltliche Ausrichtung der Parteipresse oblag, als auch mit Joseph Goebbels, der als Reichspropagandaminister ebenfalls pressepolitische Kompetenzen besaß.
Im Laufe der 1930er Jahre kaufte die NSDAP einige Unternehmensteile des Hugenberg-Konzerns und kleinere Verlage dazu. Dem Eher-Verlag waren drei große Verlagsgruppen angeschlossen. Zum einen die Standarte-Verlags- und Druckerei-GmbH (in der die 70 Gauzeitungsverlage zusammengefasst waren), die Herold-Verlagsanstalt GmbH (in der die zugekauften bürgerlichen Verlage untergebracht wurden) und die Europa-Verlags-GmbH (für alle ausländischen Verlage, besonders nach 1938). Es gehörten zu diesem Konglomerat auch diverse Pressevertriebsfirmen.
Die auflagenstärksten Veröffentlichungen des Franz-Eher-Verlages waren: Mein Kampf, der Völkische Beobachter, Das Schwarze Korps, Der Angriff, Illustrierter Beobachter (1926), Nationalsozialistische Monatshefte (1930), Akademischer Beobachter (1929), Unser Wille und Weg (1931), Der SA-Mann (1932), Die Brennessel (1931), die Nationalsozialistische Parteikorrespondenz (1932), Wille und Macht, Der SA-Führer (1936) sowie Die Bewegung. Mit Michael veröffentlichte man 1929 auch einen Roman von Joseph Goebbels, der mehrere Auflagen erfuhr.
Der Verlag wurde durch das Kontrollratsgesetz Nr. 2 vom 29. Oktober 1945 als eine Organisation der NSDAP aufgelöst. Sämtliche Immobilien, Einrichtungen, Fonds, Konten, Archive, Akten und alles andere Eigentum wurden gemäß Artikel II des Gesetzes beschlagnahmt. Mit Artikel V Nr. 1 der Direktive Nr. 50 vom 29. April 1947 legte der Alliierte Kontrollrat fest, dass das Eigentum an Vermögenswerten der Regierung des Landes oder der Provinz zu übertragen ist, wo sich die Vermögenswerte befinden. Mit Übertragungsurkunde Nr. 1918 vom 12. November 1951 wurden schließlich sämtliche Verlagsrechte des in München ansässigen Verlages auf den Freistaat Bayern übertragen.
Der Eher-Verlag hatte seine Verlags- und Druckräume in den Schellinghöfen (Ecke Schellingstraße/Barer Straße) im Münchner Stadtteil Maxvorstadt. Die erste NSDAP-Parteizentrale in der Schellingstraße 50 lag auf der anderen Seite der Straße. Der Freistaat Bayern vergab nach Kriegsende die Produktionsstätten an den Axel-Springer-Verlag, der bis in die 1990er Jahre unter anderem die Bild-Zeitung in der Maxvorstadt produzierte. Danach wurde das Areal völlig neu gestaltet und ist heute eine Wohnanlage. Die Buchhandlung befand sich in der Thierschstraße 11. Das Gebäude steht heute noch und ist ein Musikhaus.